# 薰衣草 (電影)
《薰衣草》是一部2000年上映的香港电影。由叶锦鸿导演，陈慧琳和金城武领衔主演。

## 故事大纲
Athena是个香薰治疗班导师，自從男朋友Andrew意外過世後便鬱鬱寡歡，始終無法對後者的離世釋懷。一天遇上了误堕凡间的折翼天使。Athena驚惶失措，對這個「不知名生物」非常抗拒，甚至有點反感。天使對這女孩則充滿好奇，發覺Athena其實存在着複雜的情感。Athena對天使的哀求心軟，遂收留他，但條件是天使要做她香薰治療的助手及傷勢好轉後需立馬走人。
Athena的鄰居--Chow chow,是一個寂寞的男同性戀，有天無意發現Athena與天使同行，天使的帥氣模樣深深的打動了他的心。他漸漸與天使混熟，天使透露他不需像人類一樣進食，餓時只需要人類的愛心。Chow chow卻帶他到男妓店騷首弄姿，賺取貴婦們的金錢，天使此刻也樂在其中，盡情享受貴婦們的愛心。
Athena得知天使跟Chow chow的「惡行」後，大罵天使不知自愛，自甘墮落。天使則反駁每天對着Athena如此沒愛心的人，不餓死也凍死。Athena怒火中燒，趕了天使出門。那天晚上，Athena開始擔心，遂出門尋找天使。原來天使一整天就在找Athena前男友--Andrew的鞋，Athena好心收留他時送給他的，他卻不慎遺失了。最後，Athena在滂沱大雨下找回天使，2人返家。
一天，Athena出發到梵蒂岡，希望到達當地的薰衣草園，把一束薰衣草托天使送給遠在天邊的Andrew。在回程時，天使明知翌日早上便要返回天國，他掩藏不住愛意，他在火車站向Athena表白了，嘈吵的火車聲掩蓋了聲音，Athena不知所以。
在回程的火車上，Athena與天使情不自禁，纏綿 在一起。日出時，天使告知Athena要走了，就在天使要飛走的一刻，Athena不捨的獻上最後一吻。Athena落寞地回到車廂，終於明白為何對天使動了心，天使有着Andrew的氣味，天使彷彿是Andrew的附身，是Andrew對Athena的思念太强，派天使來守護自己最愛的人嗎 ?想着想着，Athena只能不住地落淚…
又一個大雨的晚上，又是Athena在浸香薰浴時，天台傳來熟悉的巨響…是天使回來了 ?Athena滿心歡喜上去查看，驚見一個和天使一模一樣的人，只是他真的是人。那個人自稱是樓下新裝修餐廳老闆，更邀請Athena到餐廳作客。Athena又驚又喜，眼前這個是另一個Andrew ?還是天使 ?她會心微笑，不再沉溺過去了，勇敢的跟眼前這位男士，歡笑的渡過這晚…

## 演员
| 演员   | 角色/关系  |
| 陈慧琳 | Athena     |
| 金城武 | Angel      |
| 陈奕迅 | Chow Chow  |
| 郑佩佩 | 董夫人     |
| 谷德昭 | 肥天使     |
| 尹子维 | 小提琴天使 |
| 曾灶财 | 乞丐天使   |

## 提名
| 頒獎典禮             | 獎項             | 名字                                            | 結果 |
| -------------------- | ---------------- | ----------------------------------------------- | ---- |
| 第20屆香港電影金像獎 | 最佳原创电影歌曲 | 《薰衣草》 主唱：陈慧琳 作词：林夕 作曲：伍乐城 | 提名 |
| 第20屆香港電影金像獎 | 最佳男配角       | 陈奕迅                                          | 提名 |
| 第20屆香港電影金像獎 | 最佳摄影         | 关本良                                          | 提名 |
| 第20屆香港電影金像獎 | 最佳美术指导     | 奚仲文、潘志偉、黃炳耀                          | 提名 |
| 第20屆香港電影金像獎 | 最佳服裝造型設計 | 吴里璐                                          | 提名 |
| 第20屆香港電影金像獎 | 最佳原创音乐     | 伍樂城                                          | 提名 |

## 外部連結
- 開眼電影網上《薰衣草》的資料（繁體中文）
- 香港影庫上《薰衣草》的資料（繁體中文）
- 豆瓣电影上《薰衣草》的資料 （简体中文）
- 时光网上《薰衣草》的資料（简体中文）
- AllMovie上《薰衣草》的资料（英文）
- 爛番茄上《薰衣草》的資料（英文）
- 互联网电影数据库（IMDb）上《薰衣草》的资料（英文）